# Dicoryphe
Dicoryphe es un género con 15 especies de plantas con flores de la familia Hamamelidaceae. Es originario de Madagascar y Comoras. Comprende 15 especies descritas y de estas, solo 13 aceptadas.

## Taxonomía
El género fue descrito por  Louis Marie Aubert Du Petit-Thouars y publicado en Plantes des Îles de l'Afrique Australe 31. 1804. La especie tipo es: Dicoryphe stipulacea

## Especies aceptadas
A continuación se brinda un listado de las especies del género Dicoryphe aceptadas hasta mayo de 2014, ordenadas alfabéticamente. Para cada una se indica el nombre binomial seguido del autor, abreviado según las convenciones y usos. 
- Dicoryphe angustifolia Tul.
- Dicoryphe buddleoides Baker
- Dicoryphe gracilis Tul.
- Dicoryphe guatteriaefolia Baker
- Dicoryphe lanceolata Tul.
- Dicoryphe laurifolia Baker
- Dicoryphe laurina
- Dicoryphe macrophylla
- Dicoryphe noronhae Tul.
- Dicoryphe platyphylla Tul.
- Dicoryphe retusa
- Dicoryphe stipulacea
- Dicoryphe viticoides Baker